# Ermelo
Ermelo (phát âm tiếng Hà Lan: [ˈɛrməloː] ⓘ, tiếng Saxon Hạ Hà Lan: Armelo hay Armel) là một khu tự quản và thị thuộc tỉnh, Hà Lan. Đô thị này có diện tích  km², dân số là người. in the province of Gelderland in the Veluwe area with a population of 26.730 in 2017.
Ermelo là một đô thị thuộc tỉnh Gelderland, Hà Lan. Đô thị này có diện tích  km², dân số là 26.730 người trong năm 2017.

## Từ nguyên
Ermelo xuất phát từ lo, nghĩa là "rừng" và irmin có nhiều giải thích khác nhau. Một trong các các giải thích là "vĩ đại", "thiêng liêng" hoặc đề cập đến một vị thần Đức gọi là Irmin.

## Lịch sử
Thị trấn đã được biết là tồn tại từ ít nhất 855, khi cái tên Irminlo xuất hiện lần đầu trong một tài liệu pháp lý. Tuy nhiên, sự hiện diện của con người trong khu vực đã quay trở lại, với nhiều phát hiện khảo cổ học về văn hóa chuông Beaker đã được thực hiện trong khu vực.